# Сова-рибоїд
Сова-рибоїд (Scotopelia) — рід птахів родини совових (Strigidae). Включає три види, що поширені в Африці.

## Види
- Сова-рибоїд жовтодзьоба (Scotopelia bouvieri)
- Сова-рибоїд смугаста (Scotopelia peli)
- Сова-рибоїд чорнодзьоба (Scotopelia ussheri)